# Элеваторная гора (посёлок)
Элеваторная гора — полуостровной посёлок, представляющий из себя возвышенность в месте слияния рек Кама и Челна. Своё название получил исходя из главного предприятия посёлка — Набережночелнинского элеватора.